# Liste des maires de Cotonou
La liste des maires de Cotonou présente un historique des maires de la commune de Cotonou, chef-lieu du département de l'Atlantique et du littoral et capitale économique du Bénin. Cette liste débute officiellement en 2003 depuis la temps de la décentralisation, mais on peut faire remonter les institutions municipales au moins avant cette période.

## Liste des maires
| Nom et prénom       | Qualité | Mandat | Mandat | Parti politique                            | Remarques |
| Nom et prénom       |         | Début  | Fin    |                                            | Remarques |
| ------------------- | ------- | ------ | ------ | ------------------------------------------ | --------- |
| Luc Atrokpo         |         | 2020   | -      | Union Progressiste (UP)                    |           |
| Isidore Gnonlonfoun |         | 2017   | 2020   | Force Cauris pour un Bénin Emergent (FCBE) | (intérim) |
| Léhady Soglo        |         | 2015   | 2017   | Renaissance du Bénin (RB)                  |           |
| Nicéphore Soglo     |         | 2003   | 2015   | Renaissance du Bénin                       |           |
| Gilbert Kpakpo      |         | 1956   | 1961   |                                            |           |
|                     |         |        | -      |                                            |           |